# Алменара (мікрорегіон)

Алменара на карті штату Мінас-Жерайс

Алменара (порт. Microrregião de Almenara) — мікрорегіон в Бразилії, входить в штат Мінас-Жерайс. Складова частина мезорегіону Жекітіньонья. Населення становить 175 070 чоловік на 2006 рік. Займає площу 15 452,364 км². Густота населення — 11,3 чол./км².

## Склад мікрорегіону
До складу мікрорегіону включені наступні муніципалітети:
1. Алменара
2. Бандейра
3. Дівізополіс
4. Фелісбургу
5. Жасінту
6. Жекітіньонья
7. Жоаїма
8. Жорданія
9. Мата-Верді
10. Монті-Формозу
11. Палмополіс
12. Ріу-ду-Праду
13. Рубін
14. Салту-да-Дівіза
15. Санта-Марія-ду-Салту
16. Санту-Антоніу-ду-Жасінту

| Бразилія | Це незавершена стаття з географії Бразилії. Ви можете допомогти проєкту, виправивши або дописавши її. |